# 馬卡爾斯卡

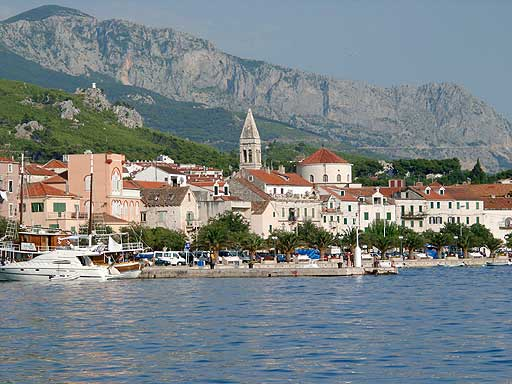

馬卡爾斯卡是克羅地亞的城鎮，位於該國南部，距離首府斯普利特60公里，由斯普利特-達爾馬提亞縣負責管轄，面積28平方公里，2005年人口14,146。